# إيغور رادوفانوفيتش
إيغور رادوفانوفيتش هو لاعب كرة قدم بوسني في مركز الهجوم، ولد في 2 أغسطس 1985 في سراييفو في البوسنة والهرسك. شارك مع منتخب البوسنة والهرسك تحت 21 سنة لكرة القدم. أما مع النوادي، فقد لعب مع جيلييزنيتشار ساراييفو وسي إس باندوري تارغو جيو ونادي بياترا نيامتس ونادي دومجاله ونادي سلوبودا توزلا.

## وصلات خارجية
- إيغور رادوفانوفيتش على موقع قاعدة بيانات كرة القدم.إي يو (الإنجليزية)
- إيغور رادوفانوفيتش على موقع Soccerway.com (الإنجليزية)